# Irma Rosnell
Irma Maria Rosnell (20 de fevereiro de 1927 - 19 de fevereiro de 2022) foi uma política finlandesa. Membro da Liga Democrática do Povo Finlandes, serviu no Parlamento da Finlândia de 1954 a 1987. Ela faleceu em Pori a 19 de fevereiro de 2022, aos 94 anos.